# Туков, Анатолий Айсаевич
Анатолий Айсаевич Туков (2 сентября 1924, Эльбурган, Карачаево-Черкесская Республика — 7 февраля 1980) — советский военачальник, полковник-инженер и учёный. Кандидат технических наук, ведущий специалист в области динамики управляемого полёта; организатор разработки математического обеспечения для решения проблем баллистики ракетных комплексов. Начальник 41-го отдела Командно-измерительных средств Управления 50-го ЦНИИ КС.

## Биография
Родился 2 сентября 1924 года в ауле Бибердовский (абазинское название — Бибаркт) Карачаево-Черкесской автономной области в составе Юго-Восточной области (с 1924 года — Северо-Кавказского края) РСФСР (ныне — аул Эльбурган Абазинского района Карачаево-Черкесской Республики в составе Российской Федерации).
Семейный род Туковых принадлежит к одной из ветвей древнего абазинского княжеского рода Маршан, из-за чего родители А. А. Тукова, которые к тому же считались зажиточными, были подвергнуты репрессиям.
С детства Анатолий мечтал стать учителем математики. После окончания школы он успешно сдал вступительные экзамены и поступил в Учительский институт в г. Черкесск на Математический факультет.
Через год с небольшим после начала Великой Отечественной войны в ноябре 1942 года прервал учёбу, пришёл в Черкесский городской военный комиссариат, написал заявление об отправке на фронт, после чего был отправлен в 985-й Артиллерийский полк 320-го стрелковой дивизии 44-й армии Южного фронта.
- Войну он начал красноармейцем-ординарцем заместителя Командира полка. В одном из первых своих боёв 1 марта 1942 года при отражении атаки фашистов он уничтожил огнём орудий 15 вражеских солдат и офицеров, подавил две батареи противника.
- 20 января 1943 года во время разведки в районе села Ново-Пашковское под Краснодаром, обнаружил 12 вражеских огневых точек, которые были уничтожены во время боя. Командование полка представило отличившегося красноармейца к награде.
- Вскоре А. А. Туков был назначен на должность командира отделения связи 1-го дивизиона полка, а после получил назначение на должность Командира взвода разведки. В этих должностях он продолжил своё участие в освобождении Кавказа.
- После боёв за Кавказ лейтенант Анатолий Айсаевич Туков был откомандирован для учёбы на краткосрочные курсы подготовки офицерского состава при артиллерийском училище и после их окончания стал Командиром огневого артиллерийского взвода 7-й батареи 3-го дивизиона 40-й Гвардейской пушечно-артиллерийской бригады.
- Член ВКП(б) с 1944 года.
- Участвовал в освобождении Украины, Польши, Праги и во взятии Берлина.
- 6 апреля 1945 года во время Берлинской наступательной операции при прорыве обороны противника в районе города Форста взвод лейтенанта А. А. Тукова подавил три 105-милимметровые артиллерийские батареи и 88-милимметровую зенитную батарею противника.
- 23 апреля 1945 года в бою за город Любен орудия Тукова были выведены на линию переднего края и уничтожили три дома с автоматчиками, два пулемета и наблюдательный пункт противника на колокольне.
- 28-29 апреля 1945 года бойцами лейтенанта А. А. Тукова было уничтожено около 150-ти человек вражеской пехоты, взято в плен 27 немецких солдат.

День Победы 9 мая 1945 года Анатолий Айсаевич встретил в Германии.
После окончания войны А. А. Туков продолжил службу в Вооружённых силах на различных офицерских должностях.
- В 1957 году с отличием окончил Ленинградскую Военную Академию связи имени Маршала Советского Союза С. М. Буденного.
- По окончании Академии он был направлен на службу в 4-й Центральный Научно-исследовательский институт Министерства обороны СССР (посёлок Болшево-1, с 25 мая 1992 года — город Юбилейный, с 15 мая 2014 года — одноимённый микрорайон в составе города Королёва Московской области).
- Работая в этом институте А. А. Туков занимался средствами контроля и измерений, и участвовал в обеспечении пусков межконтинентальных баллистических ракет, пусков первых искусственных спутников Земли и космических аппаратов для исследования Луны.
- Анатолий Айсаевич входил в группу ведущих специалистов института по подготовке и обеспечению первого в Мире полёта человека в космос.
- Он активно участвовал в совершенствовании работы командно-измерительного комплекса. Это позволило ему в будущем успешно защитить диссертацию по «закрытой» научной теме на соискание учёной степени Кандидата технических наук и пройти путь от инженера до старшего научного сотрудника.
- С 1968 года А. А. Туков служил в филиале 4-го ЦНИИ Министерства обороны СССР.
- С 1972 года после преобразования филиала в 50-й Центральный Научно-исследовательский институт космических средств Министерства обороны СССР Анатолий Айсаевич Туков продолжил работу в этом институте и вскоре был назначен на должность Начальника 41-го отдела Командно-измерительных средств Управления 50-го ЦНИИ КС.

Он внес большой личный вклад в становление и создание автоматизированных систем управления космическими аппаратами и космическими системами связи.
Анатолий Айсаевич Туков скончался 7 февраля 1980 года. Похоронен он на 17-м участке Невзоровского кладбища (Московская область, Пушкинский район, недалеко от города Ивантеевки).

## Награды
- Приказом № 03/н от 23 февраля 1943 года по 985-го Артиллерийскому полку 320-й стрелковой дивизии 44-й армии Южного фронта «За образцовое выполнение заданий Командования на фронте борьбы с немецко-фашистскими захватчиками и проявленные при этом доблесть и мужество» красноармеец-ординарец заместителя Командира полка Туков Анатолий Айсаевич был награждён медалью «За боевые заслуги».
- Приказом Командира 40-й Гвардейской пушечной артиллерийской Новороссийской орденов Суворов, Кутузова, Богдана Хмельницкого и Александра Невского бригады № 10/н от 20 апреля 1945 года «За образцовое выполнение заданий Командования на фронте борьбы с немецко-фашистскими захватчиками и проявленные при этом доблесть и мужество» Командир огневого взвода 7-й батареи 3-го дивизиона, Гвардии лейтенант Туков Анатолий Айсаевич был награждён орденом Красной Звезды.
- Приказом Командира 40-й Гвардейской пушечной артиллерийской Новороссийской орденов Суворов, Кутузова, Богдана Хмельницкого и Александра Невского бригады № 13/н от 15 мая 1945 года «За образцовое выполнение заданий Командования на фронте борьбы с немецко-фашистскими захватчиками и проявленные при этом доблесть и мужество» Командир огневого взвода 7-й батареи 3-го дивизиона, Гвардии лейтенант Туков Анатолий Айсаевич был награждён орденом Красной Звезды.

- Кроме этого, он был награждён:
  - орденом «За службу Родине в Вооруженных силах СССР» III степени,
  - медалями:
    - «За боевые заслуги»,
    - «За оборону Кавказа»,
    - «За взятие Берлина»,
    - «За освобождение Праги»,
    - «За трудовую доблесть»,
    - «За Победу над Германией в Великой Отечественной войне 1941—1945 годов»
    - и другими наградами.
- За вклад в развитие ракетно-космической техники Начальник отдела 50-го ЦНИИ КС Туков Анатолий Айсайевич был награждён Медалью имени С. П. Королёва Федерации космонавтики СССР.